# Pseudopamera aurivilliana
Pseudopamera aurivilliana är en insektsart som beskrevs av William Lucas Distant 1882. Pseudopamera aurivilliana ingår i släktet Pseudopamera och familjen Rhyparochromidae. Inga underarter finns listade i Catalogue of Life.